# Eudorylas nataliae
Eudorylas nataliae är en tvåvingeart som beskrevs av Kuznetzov 1990. Eudorylas nataliae ingår i släktet Eudorylas och familjen ögonflugor. Inga underarter finns listade i Catalogue of Life.